# 禁断のエヴァ
禁断のエヴァ（英：Dreaming of Joseph Lees）は、1999年の映画。アメリカでは1999年10月29日に公開、日本ではビデオスルーとなった。

## ストーリー
遠く離れた片足が不自由な従兄ジョセフに思いをはせるエバだが、それはかなわぬ恋。そこでエバは幼なじみで自分を思ってくれているハリーと付き合うが、ひょんなことからジョセフと再会、彼と愛し合うエバを知ったハリーは、自分もジョセフのようになればと片足を切断するという暴挙に出る。

## キャスト
- エバ・・・サマンサ・モートン
- ジョセフ・リース・・・ルパート・グレイヴス
- ハリー・・・リー・ロス

## スタッフ
- 監督：エリック・スタイルズ
- 製作：クリストファー・ミルバーン
- 製作総指揮：マーク・トーマス
- 脚本：キャサリン・リンストラム
- 撮影：ジミー・ディブリング
- 音楽：ズビグニエフ・プレイスネル